# Heilige Barbara (Parmigianino)
Die heilige Barbara ist ein Büstenbildnis des manieristischen Malers Parmigianino. Es stellt die Märtyrin Barbara von Nikomedien dar und zählt zu den frühesten kleinformatigen Tafelbildern dieses Malers.

## Die Legende der heiligen Barbara
Nach der Legende war die hl. Barbara eine sehr schöne und kluge junge Frau, so dass viele Männer um ihre Hand anhielten. Barbara aber wollte nicht heiraten, sondern war nach der Begegnung mit Christen zu dem Entschluss gekommen, zum Christentum überzutreten. Barbaras Vater versuchte sie von der Außenwelt abzuschirmen und sperrte sie in einen eigens dafür gebauten Turm. Der Vater versuchte, sie mit Marterungen und Peinigungen umzustimmen, doch dies bestärkte sie noch in ihrem Glauben. Als ihr Vater von ihrer Taufe erfuhr, beschloss er, seine Tochter zu töten. Barbara konnte in einen Felsspalt fliehen, der sich wie durch ein Wunder vor ihr öffnete. Sie wurde jedoch von einem Hirten verraten.
Dioscuros fand seine Tochter, schlug sie und brachte sie zum römischen Statthalter Marcianus, der sie zum Tode verurteilte. In der Stadt wurde sie schließlich so grausam misshandelt, dass ihre Haut am Ende in Fetzen vom Körper hing. In der Gefängniszelle erschien ihr Christus und heilte ihre Wunden. Der erbitterte Statthalter ließ sie nun in der Öffentlichkeit mit Keulen schlagen, ihr die Brüste abschneiden und sie mit Fackeln foltern. Vor ihrem Tod betete Barbara, daraufhin erschien ein Engel und hüllte sie in ein schneeweiß leuchtendes Gewand. Letztendlich enthauptete der grausame Vater seine Tochter selbst. Er wurde kurz darauf vom Blitz getroffen und verbrannte.

## Bildinhalt
Parmigianino folgt mit diesem Gemälde nicht den ikonographischen Mustern der Barbaradarstellungen, sondern stellt die Heilige ähnlich wie ein profanes Idealbildnis dar. Ihr Attribut, der Turm, liegt verschattet in der linken Hand. Der Heiligenschein ist heute kaum noch sichtbar. Parmigianino deutete ihn nur durch eine zarte goldene Linie an. Der Bildhintergrund ist dunkelgrün bis schwarz. Davor hebt sich das blassrosafarbene Inkarnat ab, das mit lockerem schwungvollem Duktus gemalt ist. Die ungewöhnliche Darstellung einer Heiligen in strenger Profilkontur beruht auf der neuplatonischen Glaubenslehre, dass äußere Schönheit göttliche Tugend widerspiegele und die staunende Versenkung in die Anmut der Dargestellten und deren kunstvolle Umsetzung den Geist des Betrachters in himmlische Sphären erheben könne.
Die heutige Fassung entspricht nicht mehr dem ursprünglichen Bild. Das Gemälde wurde im Format angepasst, indem es an allen vier Seiten vergrößert wurde. Dies geschah vermutlich, um dem Aufhängungsort in der königlichen Sammlung in Madrid gerecht zu werden.

## Provenienz
Das Bild wird 1662 im Ventar der Sammlung Muselli erwähnt. 1686 wird es im Inventar des Alcazar in Madrid aufgeführt und 1746 im Inventar des Palacia de la Granja. Seit 1854 befindet es sich im Prado.

## Belege

### Einzelbelege
1. ↑  Barbara im Heiligenlexikon
2. ↑  Baumstark, S. 153
3. ↑   Baumstark, S. 153
4. ↑  Baumgarten et al., S. 153